# Anthony Lake
Pour les articles homonymes, voir Lake.
Anthony Lake, né le 2 avril 1939 à New York, est un diplomate et homme politique américain. Il fut conseiller à la sécurité nationale sous la présidence de Bill Clinton de 1993 à 1997.

Entre le 1er mai 2010 et le 31 décembre 2017, il est directeur exécutif de l'UNICEF.

## Distinctions
- Grand Cordon de l'ordre du Soleil levant ( Japon, 2018)

- Il a obtenu un Doctorat honoris causa de l'Université Camilo José Cela (en) ( Espagne, 26 février 2016)[1]